# Glossostigma cleistanthum
Glossostigma cleistanthum är en gyckelblomsväxtart som beskrevs av W.R. Barker. Glossostigma cleistanthum ingår i släktet Glossostigma och familjen gyckelblomsväxter. Inga underarter finns listade i Catalogue of Life.